# Ann Vossen
Ann Clementina Theodora Maria (Ann) Vossen (Leuven, 1 mei 1964) is een Nederlands arts-microbioloog. In 2020 werkt zij als associate professor bij het Leids Universitair Medisch Centrum. Vossen is voorzitter van de Nederlandse Vereniging voor Medische Microbiologie.

## Biografie
Ann Vossen doorliep een vwo-opleiding in Leiden aan het Sint Agnes college. Tussen 1982 en 1989 studeerde ze geneeskunde aan de Universiteit Leiden. Daarna volgde zij een opleiding tot klinisch viroloog aan de Erasmus Universiteit Rotterdam. Zij promoveerde in 1995 aan dezelfde universiteit op het proefschrift met de titel Cytokines and T lymphocytes in transplantation. Zij werkte gedurende zeven jaar als klinisch viroloog aan het Erasmus Medisch Centrum. In 2006 ging zij werken bij de afdeling Medische Microbiologie aan het Leids Universitair Medisch Centrum. Vossen doet hier onder andere onderzoek naar infecties door herpesvirussen en naar aangeboren infecties van het cytomegalovirus.
Sinds december 2018 is zij voorzitter van de Nederlandse Vereniging voor Medische Microbiologie.

## Coronacrisis
Tijdens de coronapandemie in 2020 was Vossen lid van het Outbreak Management Team, dat de Nederlandse overheid adviseerde over het te voeren beleid. Zij gaf leiding aan de Taskforce Diagnostiek, die vanuit het Ministerie van Volksgezondheid, Welzijn en Sport de taak kreeg om de testcapaciteit voor de bepaling van een besmetting door het coronavirus te vergroten. Vossen bleek kritisch over verruiming van het testbeleid en was geen voorstander van het betrekken van grootschalige laboratoria. Vossen vond het niet nodig om Iedereen met klachten te laten testen in de lockdown-fase, omdat dan andere maatregelen gebruikt worden om de epidemie te onderdrukken, zoals thuisblljven. Daarnaast had Vossen de voorkeur voor de volgens haar hogere diagnostische kwaliteit van de 50 afzonderlijke laboratoria die Nederland rijk is.

## Publicaties (selectie)
- Vossen schreef meer dan 50 artikelen in wetenschappelijke tijdschriften. Zie PubMed hieronder voor de vrijwel complete lijst.
- SFH Raven, CJPA Hoebe, ACTM Vossen, LG Visser, JLA Hautvast et al:  'Serological response to three alternative series of hepatitis B revaccination Fendrix, Twinrix, and HBVaxPro-40) in healthy non-responders'. In: The Lancet Infectious Diseases, 20 (1), 92-101, 2020.  Link
- M van Boven, J van de Kassteele, MJ Korndewal, CH van Dorp, et al.: 'Infectious reactivation of cytomegalovirus explaining age- and sex-specific patterns of seroprevalence'. In: PLoS computational biology, 13 (9), 2017. Link
- R Rovito, MJ Korndewal, MC Van Zelm, D Ziagkos, E Wessels et al.: 'T and B cell markers in dried blood spots of neonates with congenital cytomegalovirus infection'. In: The Journal of Immunology 198 (1), 102-109, 2017. Link
- MJ Korndewal, A Vossen, J Cremer, RS Van Binnendijk, ACM Kroes et al.: 'Disease burden of congenital cytomegalovirus infection at school entry age'. In: Epidemiology & Infection,  144 (7), 1520-1527, 2016. Link
- MJ Korndewal, L Mollema, I Tcherniaeva, F Van der Klis, ACM Kroes et al.: 'Cytomegalovirus infection in the Netherlands: seroprevalence, risk factors, and implications'. In: Journal of Clinical Virology, 63, 53-58, 2015.  Link
- Ann C.T.M. Vossen: 'Virale infecties in de zwangerschap met risico voor het kind'. In: Nederlands Tijdschrift voor Geneeskunde, 2014, 158, 1-7. Link
- A Timen, MPG Koopmans, ACTM Vossen, GJJ van Doornum, S Günther et al: 'Response to imported case of Marburg hemorrhagic fever, the Netherlands'. In: Emerging infectious diseases, 15 (8), 1171, 2009. Link
- A.C.Th.M. Vossen: Cytokines and T lymphocytes in transplantation. Targets for immunotherapy. Dissertation, Erasmus University Rotterdam, 1995. ISBN 978-90-73436-21-3. Link